# 홍련의 봉래도
홍련의 봉래도(犬夜叉 紅蓮の蓬莱島)은 이누야샤 극장판 시리즈의 네 번째 작품이다. 2004년 12월 23일 개봉하였다.